# Aslan Dzebişovun
Aslan Dzebişovun (ur. 15 lutego 1991) – azerski zapaśnik startujący w stylu wolnym. Zajął ósme miejsce na mistrzostwach świata w 2014. Czwarty w Pucharze Świata w 2013. Drugi na Światowych Igrzyskach Sportów Walki w 2013. Wicemistrz Europy juniorów w 2010 i 2011, a trzeci w 2009. Mistrz Europy kadetów w 2008 roku.